# Symbolophorus veranyi
Symbolophorus veranyi är en fiskart som först beskrevs av Moreau, 1888.  Symbolophorus veranyi ingår i släktet Symbolophorus och familjen prickfiskar. Inga underarter finns listade i Catalogue of Life.